# Zakrzów (Stryszów)

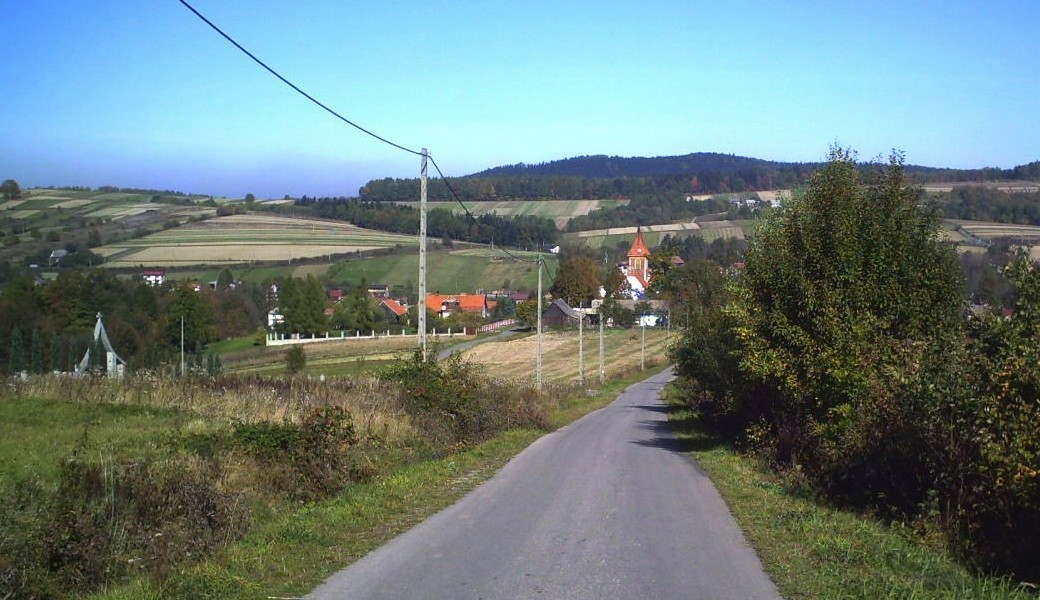
Blick auf dem Dorf

Zakrzów [ˈzakʂuf] ist eine Ortschaft mit einem Schulzenamt der Gemeinde Stryszów im Powiat Wadowicki der Woiwodschaft Kleinpolen in Polen.

## Geographie
Der Ort liegt am Bach Stryszówka an der Grenze von Pogórze Wielickie (Vorberge) im Norden (der Berg Żar, 530 m) und den Mittelbeskiden im Süden, zwischen Stryszów im Westen sowie Bugaj und Stronie im Osten. Barwałd Górny liegt im Nordwesten.

## Geschichte
Der Ort wurde wahrscheinlich im frühen 14. Jahrhundert gegründet und gehörte später zu den Herzogen von Auschwitz. Im Jahr 1440 wurde er mit einigen anderen Dörfer von Mikołaj Serafin, einem Untergebenen des polnischen Königs sowie Salzgrafen (polnisch żupnik) italienischer Herkunft, gekauft. Diese Orte wurden dann vom Herzogtum Auschwitz im Königreich Böhmen abgetrennt und an das Königreich Polen angeschlossen („intra terminos Regni [Poloniae et] Regno in perpetuum cedatur“). Anders ausgedrückt, änderten sie die staatliche Zugehörigkeit früher als der Rest des Herzogtums Auschwitz bzw. Zator. Das wurde auch am 3. Februar 1441 von Władysław III. in Esztergom bestätigt: omne ius, quod sibi competebat ratione eius cessionis per ducem in hoc castro et villis Stronye, Leschnycza, Jaroschowcze, Zakrzow et Berwald, quarum tres ultimas Nicolaus gladifer suis pecuniis exemerat, ac silva Ochodza in perpetuum concedit. Die auch im Jahr 1440 erstmals erwähnte Burg Barwałd (castrum Berwald) lag eigentlich nicht am Grund des heutigen Dorfes Barwałd, sondern am Hügel Żar innerhalb der heutigen administrativen Grenzen von Zakrzów. Die Burg wurde im Jahre 1477 zerstört.
Die oben erwähnte Dörfer wurden im Jahre 1474/1475 zur Starostei von Barwałd. Ab 1646 gehörten Leśnica, Stronie und Zakrzów zu Michał Zebrzydowski, den Starost von Lanckorona.
Bei der Ersten Teilung Polens kam Zakrzów 1772 zum neuen Königreich Galizien und Lodomerien des habsburgischen Kaiserreichs (ab 1804).
Im Jahr 1884 wurde die Galizische Transversalbahn durch Zakrzów eröffnet.
1918, nach dem Ende des Ersten Weltkriegs und dem Zusammenbruch der k.u.k. Monarchie, kam Zakrzów zu Polen. Unterbrochen wurde dies nur durch die Besetzung Polens durch die Wehrmacht im Zweiten Weltkrieg.
Von 1975 bis 1998 gehörte Zakrzów zur Woiwodschaft Bielsko-Biała.